# 新风站
新风站是杭州地铁4号线的一个站点，位于中华人民共和国浙江省杭州市上城区彭埠街道天城路和新风路十字路口交汇处，西南-东北向置于火车东站西广场下方，紧邻火车东站西广场。车站站址为原彭埠镇新风村所在地:465，与地铁火车东站之间距离709米。由于下穿官河和1号线隧道，在6号线火车东站（东广场）站启用前，新风站曾经是杭州地铁线网中目前唯一一个地下四层车站，也是最深的地铁站之一，深约33m。作为4号线首通段的一个站点，2015年2月2日通车运营。

## 车站结构
島式月台1面2線地下车站，列车靠左行驶。

### 楼层分布
地下一层为站厅层，地下二、三层为设备层，地下四层为站台层。
| G   |                            |                               | 出入口                  |  |
| B1F | 站厅                       |                               | 自动售票机、客服中心    |  |
| B2F | 设备层                     |                               |                         |  |
| B3F | 设备层                     |                               |                         |  |
| B4F |                            |                               | █ 4号线 往浦沿 （新塘） |  |
| B4F | 岛式站台，右边车门将会打开 |                               |                         |  |
| B4F |                            | █ 4号线 往池华街 （火车东站） |                         |  |

- 站厅
- 站厅
- 站厅往站台自动扶梯
- 大字壁

## 出入口
| 编号                                                        | 指示            | 建议前往的目的地 |
| ----------------------------------------------------------- | --------------- | ---------------- |
| B · （暂未开通）                                            | 新风路 天城路   | 王家井街         |
| C                                                           | 环站西路 天城路 | 王家井街         |
| D · （出入口暂未开通，但卫生间可以使用）                    | 环站西路 新塘路 |                  |
| 註： 设有卫生间 \| 设有母婴室 \| 设有无障碍设施 \| 设有电梯 |                 |                  |

## 接驳交通
- 杭州公交

C口：地铁新风站C口
- 杭州公共自行车